# Agence France-Presse
Die französische Agence France-Presse oder kurz AFP ist die älteste internationale Nachrichtenagentur. Gegründet wurde sie 1835 in Paris von Charles-Louis Havas und war  zuerst als „Agence des feuilles politiques, correspondence générale“ bekannt. Inzwischen ist sie weltweit als drittgrößte Nachrichtenagentur tätig und hat neben der Zentrale in Paris Büros und Mitarbeiter in 151 Ländern. Sie bietet Nachrichten auf Französisch, Englisch, Deutsch, Arabisch, Spanisch und Portugiesisch an. Pro Tag versendet AFP weltweit rund 3200 Artikel, 2500 Fotos, 100 Infografiken und 150 Videobeiträge.
In Deutschland betreibt AFP eine Tochter-GmbH, die von der französischen Zentrale weitgehend unabhängig ist und für den deutschsprachigen Markt in allen bedeutenden Ressorts Nachrichten produziert. Seit 1998 ist der Sport-Informations-Dienst eine hundertprozentige AFP-Tochter.

## Geschichte

Historisches Logo

Von 1870 bis 1934 war die französische AFP zusammen mit der britischen Nachrichtenagentur Reuters, dem deutschen W.T.B. und später auch der US-amerikanischen Associated Press Teil des sog. Wolff-Reuter-Havas-Nachrichtenkartells. Inhalt der Kartellverträge, die de facto ein weltweites Monopol zum Sammeln und Verbreiten von Informationen bedeuteten, war eine detaillierte globale Marktaufteilung.
Umbenannt wurde sie am 20. August 1944, dem Tag der Befreiung von Paris, als eine Gruppe von Journalisten in das Agenturgebäude an der Place de la Bourse marschierte und den ersten Text der „Agence française de Presse“ in die Welt schickte. Einen Monat später erhielt sie ihren Namen „Agence France-Presse“.

### Faktencheck
AFP initiierte einen eigenen digitalen Faktencheck-Dienst 2017 in Frankreich. Ein deutschsprachiges Faktencheck-Team gibt es seit September 2020. AFP-Journalisten überwachen und überprüfen Online-Inhalte in ihrer Muttersprache in 80 Ländern und legen dabei ihren Schwerpunkt in der Richtigstellung von Fake News.

## Rechtsstatus
1957 erhielt die AFP einen Rechtsstatus, der den öffentlich-rechtlichen Rundfunkanstalten in Deutschland nahe kommt. Der Vorstand („conseil d'administration“) besteht aus zehn Vertretern der Medien (davon acht aus den Printmedien und zwei aus dem Rundfunk), drei Vertretern der französischen Regierung und zwei Vertretern der AFP-Mitarbeiter. Der gesetzlich verankerte Status soll die Unabhängigkeit von Staat und Privateigentümern garantieren. Finanziell besteht aber eine erhebliche Abhängigkeit vom französischen Staat: 40 Prozent der Einnahmen von AFP stammen aus Abonnements staatlicher Einrichtungen.
Die AFP hat ungefähr 1200 festangestellte Journalisten, unter ihnen etwa 250 Fotografen, und mehr als 2000 freie Mitarbeiter in 151 Ländern. Damit hat sie eines der dichtesten Korrespondentennetze weltweit.

## Kontroverses
AFP verfolgt seit mindestens 2009 in Deutschland mutmaßliche Urheberrechtsverletzungen bei Blogs und Kleinstwebseitenbetreibern in Form von Massenabmahnungen durch die Anwaltskanzlei KSP in Hamburg. Kontrovers ist hierbei die Androhung drastischer finanzieller Rechtsfolgen und Klageandrohungen. Die Schadensersatzforderungen erfolgen anhand hypothetischer Lizenzgebühren gemäß Vergütungsregeln des DJV (Deutscher Journalisten-Verband). Zahlreiche Blogger und Kleinstwebseitenbetreiber fühlen sich durch das umstrittene von AFP beauftragte anwaltliche Inkasso massiv finanziell bedroht und zahlen ungeachtet der Rechtmäßigkeit der Forderung, da sie die gerichtliche Auseinandersetzung gegen die französische Agentur scheuen.

## Sonstiges
Am 3. April 1994 starb die deutsche Journalistin Lissy Schmidt, die für AFP tätig war, im Irak mit ihrem Fahrer bei einem Angriff durch einen Terroristen.
Beim Anschlag auf das Serena Hotel in Kabul am 20. März 2014 starb der AFP-Journalist Sardar Ahmad. Er war Leiter des örtlichen AFP-Büros. Auch seine Frau und zwei der drei Kinder überlebten das Attentat nicht.